# 문병란
문병란(文炳蘭, 1935년 3월 28일~2015년 9월 25일)은 대한민국의 시인이다. 호는 서은(瑞隱)이다.
전라남도 화순에서 태어났다. 1961년에 조선대학교 문학과를 졸업했으며, 1962년 《현대문학》에 김현승 시인이 3회 추천 완료하여 문단에 나왔다. 1988년에 조선대학교 국문과 조교수에 임용되었다가 2000년에 교수가 되었으며, 1990년 민족문학작가회의 이사, 1996년 5.18기념재단 이사, 조선대학교 명예교수를 역임했다.

## 작품
이별이 너무 길다
슬픔이 너무 길다
선 채로 기다리기엔 은하수가 너무 길다.

로 시작하는 〈직녀에게〉가 널리 알려져 있다. 박문옥이 작곡하고 김원중이 부른 노래로도 만들어졌다.

## 저서
- 《문병란시집》 (1970)
- 《정당성》 (1973)
- 《죽순밭에서》 (1977)
- 《벼들의 속삭임》 (1978)
- 《땅의 연가》 (창작과비평사, 1981)
- 《아직은 슬퍼할 때가 아니다》 (1984)
- 《동소산의 머슴새》 (일월서각, 1984)